# Glennis Grace
Glennis Grace, nacida Glenda Hulita Elisabeth Batta, (Ámsterdam, 19 de junio de 1978) es una cantante neerlandesa, conocida por su participación en el Festival de la Canción de Eurovisión 2005. 

## Vida y trayectoria musical

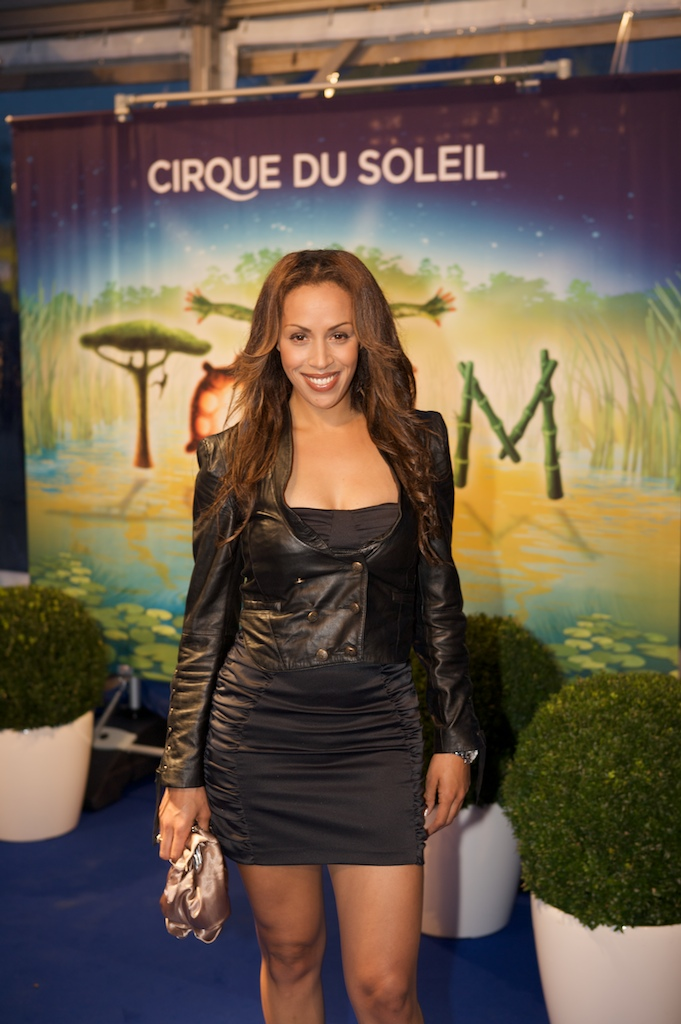
Glennis Grace

Nacida en Ámsterdam, Grace es de madre holandesa y un padre oriundo de Curacao. Fue descubierta a la edad de 15 años después de haber ganado un programa de talentos de televisión holandés en 1994 llamado Soundmixshow, donde interpretó la canción "One Moment in Time" de Whitney Houston.

### Festival de Eurovisión
Grace tomó parte en la preselección que se realizó en Ámsterdam el 13 de febrero para elegir representante en el Festival de Eurovisión. Participó con la canción My Impossible Dream, resultando ganadora. El 19 de mayo participó en Kiev sede del Festival de 2005 con el fin de clasificarse y poder disputar la final, pero no superó la fase clasificatoria.

### Carrera posterior
En abril de 2011 alcanzó el número uno en los Países Bajos con la interpretación del tema "Afscheid", tema que hizo famoso Volumia!.
En 2018 participó en el programa 'America's Got Talent' en los Estados Unidos. Logró llegar a las instancias finales del concurso.
Se destaca por su habilidad para interpretar e imitar a la cantante Whitney Houston.

## Discografía

### Álbumes
En solitario
- Real Emotion, 1995
- Secrets of My Soul, 2004
- My Impossible Dream, 2005
- Glennis, 2008
- This Is My Voice, 2012
- One Christmas Night Only, 2013
- Cover Story, 2014

En vivo
- One Night Only, 2011
- Live in de HMH, 2012
- Bitterzoet (Live & Studio Sessions), 2015
- Whitney: A Tribute by Glennis Grace (Live In Concert), 2018

### Sencillos
- "I'm Gonna Be Strong", 1994
- "Somewhere In Time", 1995
- "Goodbye (A Love Triangle)", 1995
- "Always On My Mind", 2002
- "Absolutely Not", 2003
- "My Impossible Dream", 2005
- "Shake Up The Party", 2005
- "Hoe", 2007
- "Dansen Met Het Leven", 2008
- "Als Je Slaapt", 2008
- "Als Je Mij Weer Aankijkt", 2010
- "Afscheid", 2011
- "Always", 2011
- "Ik ben niet van jou", 2012
- "Ondanks alles", 2013
- "Royals", 2014
- "Zeg Maar Niets", 2014
- "Walk on Water", 2018

### Colaboraciones
- 2002: "Goodbye: A Love Triangle" (Rene Froger, Glennis Grace, Sylvia Samson)
- 2011: "Wereldwijd orkest" (Het Metropole Orkest o.l.v. Vince Mendoza junto a varios artistas)
- 2011: "Wil je niet nog 1 nacht" (Glennis Grace & Edwin Evers)
- 2013: "Als het ons niets zou doen" (Glennis Grace con John Ewbank)
- 2018: "Glad ijs" (Broederliefde con Glennis Grace)